# MiG-29
Mikojan Gurjevič MiG-29 (Ruski: МиГ-29, NATO-va oznaka: Fulcrum) je višenamjenski lovački avion dizajniran za preuzimanje nadmoći u zračnom prostoru tadašnjeg SSSR-a. Razvijan je tijekom 1970-ih u zavodu Mikojan, a u uporabu ulazi 1983. godine. Nakon raspada SSSR-a ostaje u uporabi u Ruskom ratnom zrakoplovstvu.
Razvijen je kako bi bio konkurencija američkom Hornetu i F-16.

## Razvoj
U kasnim 1960-ima, američko ratno zrakoplovstvo započelo je razvoj lovca nove generacije u sklopu programa "Fighter Experimental (FX)". Svjesni da dosadašnji zrakoplovi neće moći konkurirati novom američkom lovcu, sovjetska je vlada 1969. godine objavila zahtjev za razvoj teškog lovca pod oznakom PFI (Perspektivnij Frontovoj Istrebitelj).
Projektu su pristupili biroi Mikojan i Suhoj, oba bazirajući svoje dizajnove prema preporukama Centralnog aerodinamičkog i hidrodinamičkog instituta (CAGI). Generalno, tražio se zrakoplov s velikim doletom, sofisticiranim oružjem i sustavom upravljanja vatre, visoke manevarske sposobnosti i mogućnost djelovanja s kratkih i nepripremljenih uzletišta.
Kako je uskoro postalo jasno da se traženo ne može inkorporirati u jedan zrakoplov, Artjom Mikojan je uspješno izlobirao da se projekti podijeli u dva dijela: "teški" T-PFI i "laki" L-PFI.
Iako je OKB MiG razvio nekoliko dizajneva T-PFI, izrada dotičnog pripala je Suhoju koji ga je realizirao u obliku Suhoja Su-27. Mikojanu je za to vrijeme naloženo da nastavi razvijati L-PFI iz kojeg je naposljetku nastao MiG-29. Glavni zadatak bio mu je u službi Frontovske Avijacije zamijeniti lovce/bombardere MiG-21, MiG-23, Su-7 i Su-17.
Prvi prototip (9-01) novog zrakoplova poletio je 6. listopada 1977. s Aleksandrom Fjedotovim za kontrolama. Uslijedila su tri nova prototipa s oznakama od 9-02 do 9-04. Treći prototip izgubljen je 15. lipanja 1978. nakon što mu se zapalio motor. Zamijenio ga je novi zrakoplov 9-08 koji je 31. listopada 1980. izgubljen pod sličnim okolnostima. U oba slučaja, pilot se uspješno katapultirao.
Zapadne obavještajne službe prvi su put vidjele novi zrakoplov u studenom 1977. Kako u to vrijeme točno ime nije bilo poznato, dodijeljena mu je oznaka Ram-L, prema gradu Ramenskoju u čijoj je blizini primjećen.
Razvojne prototipove popratilo je devet predprodukcijskih zrakoplova od kojih je svaki noviji bio bliže modelu za serijsku proizvodnju. Prvi zrakoplovi u operativnu uporabu ušli su u lipnju 1983. pod oznakom MiG-29 (9-12).
Nakon detaljnijeg uvida u novi zrakoplov, MiGovi-29 prve generacije dobili su NATO-ovu oznaku Fulcrum-A. Zapadnoj javnosti prvi je put demonstriran tijekom posjeta Finskoj 2. srpnja 1986.

## Opis

### Dizajn
Zrakoplov je izrađen većinom od legura aluminija, dok su samo neki dijelovi iz kompozitnih materijala. Strijelasta krila su ugrađena u sredini trupa. Zrakoplov je karakterističan i po izduženom korijenu krila koji se proteže prema nosnom dijelu. Vodoravni stabilizatori se okreću preuzimajući tako uz stabilizaciju zrakoplova i ulogu kormila visine. Okomiti stabilizatori smješteni su na vanjskim dijelovima motora. Na napadnim rubovima krila ugrađena su automatska predkrilca. Krilca su na samim izlaznim rubovima vrhova krila. Kontrole su pokretane hidraulički, a oko svoje tri osi zrakoplov je upravljiv i preko automatskog pilota.

### Pogonska grupa
MiG-29 ima dva široko postavljena turbo-ventilatorska motora od kojih svaki stvara 50,0 kN potiska. S naknadnim sagorijevanjem motori dosežu snagu i do 81,3 kN. Aerodinamički oblikovan prostor između motora proizvodi uzgon što uveliko pomaže njegovoj okretnosti. Kroz romboidne usisnike motor je opskrbljivan zrakom, a usisnik je promjenjivog presjeka te se pokretnim sklopom može u slučaju slijetanja i uzlijetanja s lošijih terena potpuno zatvoriti, što sprječava usisavanje stranih predmeta. Zrak za motor tada ulazi kroz posebne rešetkaste otvore na stražnjem dijelu koji se automatski otvaraju. Na novijim inačicama ti zadnji otvori su izbjegnuti postavljanjem sita u glavne uvodnike zraka.

### Dolet i sustav goriva
Originalni MiG-29B mogao je ponijeti samo 4365 litara goriva u 6 razmještenih spremnika, četiri u trupu zrakoplova i po jedan u svakom krilu. S toliko goriva zrakoplov je imao vrlo mali radijus djelovanja. Dolet mu se povećavao dodatnim odbacivim spremnikom od 1150 litara. Sljedeće rješenje je bilo ugradnja sustava za nadopunu goriva tijekom leta. Na nekim MiG-ovima urađen je redizajn zadnjeg dijela trupa kako bi se ugradili dodatni integrirani spremnici.

### Pilotska kabina
Piloti sjede u izbacivim sjedištima koji se mogu aktivirati na nultoj visini (piloti se mogu sigurno katapultirati iz kabine dok je zrakoplov na zemlji). Uz zaslon ispred pilotskog vjetrobranskog stakla (rus. индикатор на лобовом стекле, ИЛС - indikator na lobovom stjekle, ILS, eng. "head up display, HUD"), tj. čeoni zaslon, kabina je opremljena s uobičajenim pokazivačima. Težnja je očito bila napraviti pilotsku kabinu što sličnijom onoj na MiG-u 23 za lakši prijelaz pilota na novi tip zrakoplova. Od svih prethodnih ruskih lovaca MiG-29 ima najbolju vidljivost iz pilotske kabine uzdignute iznad trupa zrakoplova. Daljnja modernizacija modela uključuje elektronične zaslone s modernim višefunkcionalnim LCD-zaslonima umjesto klasičnih pokazivača, tzv. staklena kabina (eng. glass cockpit).

## Inačice
MiG-29 (9-12)
Izvorna inačica; u operativnu uporabu ušla 1983.; NATO-va oznaka Fulcrum-A.
MiG-29A (9-12A)
Izvozna inačica za Varšavski pakt; jednostavnija elektronika i bez mogućnosti nošenja nuklearnog oružja.
MiG-29B (9-12B)
Izvozna inačica za kupce izvan Varšavskog pakta. Još slabija elektronika.
MiG-29UB (9-51)
Dvosjed s ograničenom borbenom sposobnošću.
MiG-29S (9-12S)
Inačica samo za Sovjetski Savez i Varšavski pakt. Novi radar N019M Topaz, unaprijeđene letne kontrole, avionika i sustav IFF te povećana nosivost oružja.
MiG-29SD (9-12SD)
Izvozna inačica 9-12S sa slabijom elektronikom.
MiG-29SE (9-12SE)
Izvozna inačice temeljena na 9-12SD; ista elektronika, ali s mogućnošću ugradnje sonde za nadopunu goriva tijekom leta.
MiG-29S (9-13S)
Povećan kapacitet goriva, mogućnost ugradnje sustava za ometanje L203BE Gardenija.
MiG-29SE (9-13SE)
Izvozna inačice s gotovo svim unaprijeđenjima koje imaju ruske verzije S.
MiG-29SM (9-12SM)
Inačica samo za Sovjetski Savez i Varšavski pakt. Mogućnost lansiranja i navođenja raketa H-29T/TE, te bombi KAB-500KR Prvi prototip ove inačice poletio je 1995. godine.
MiG-29SMT (9-17)
Veći kapacitet goriva, novi premaz boje sa značajkama nevidljivosti, te nova avionika testirana na nekoliko probnih zrakoplova. Slovo T u oznaci SMT označava "topljivo", tj. gorivo.
Program je u početku bio dosta ambiciozan te je predviđao uporabu aluminij-litijskih slitina, ponajprije na prednjem dijelu aviona, te na prednjem dijelu korijena krila. Na taj način se željelo postići smanjenje težine i istodobno htjelo povećati unutarnji volumen. Zbog skupoće od toga se odustalo tako da se sadašnji zmaj ili konstrukcija zrakoplova MiG-29 inačice SMT od zmaja temeljne inačice razlikuje samo u dva spremnika za gorivo (prednji 1250 L, a drugi 594 L), koji su smješteni u leđima aviona i dodatku jednog spremnika u svakom napadnom bridu korijena krila (2 x 219 L).
Dodavanjem povećanih spremnika goriva iza pilotske kabine, inačica SMT je dobila karakterističnu grbu, ali i povećanje ukupne količine goriva u unutarnjim spremnicima s 3480 na 4775 kg, što je čak 1295 kg više od osnovne inačice. Tako je dolet na maloj visini bez dodatnih spremnika sa 710 km povećan na 990 km, a s dodatnim spremnicima s 2100 km na 3500 km. Taj dolet se dodatno može povećati ugradnjom sonde za punjenje gorivom u letu. Tako MiG-29SMT može služiti i kao zrakoplov-cisterna uz uporabu kontejnera UPAZ.
Krilo je također redizajnirano i to dodavanjem još dva podkrilna nosača tako da MiG-29SMT ima osam potkrilnih i jedan podtrupni nosač, dok mu je u vrhovima krila smještena dodatna oprema, poput antene za elektroničko izviđanje i elektroničke protumjere.
MiG-29M (9-15)

Ugradnjom mreže na uvodnicima motora uklonjene su "škrge" čime je dobiven prijeko potreban prostor za dodatnu avioniku i gorivo; pogonsku grupu činila su dva motora RD-33K razvijana za palubnu inačicu MiG-29K, ugrađen je izvlačivi priključak u obliku slova L za punjenje gorivom u letu te su aerodinamičke modifikacije provedene na trupu znatno povećale pokretljivost, nosivost i dolet MiG-a 29M uz gotovo zanemarivo povećanje aerodinamičkog otpora.
MiG-29ME (MiG-33)
Izvozna inačica MiGa-29M.
MiG-29KVP (918)
Demonstrator tehnologija za razvoj mornaričke inačice MiGa-29.
MiG-29K (9-31)

Mornarička inačica MiGa-29M. Prvi let obavljen je 23. lipnja 1988. nakon čega je projekt obustavljen zbog raspada Sovjetskog Saveza. Razvoj je nastavljen 1999. godine, a 2004. indijska je mornarica naručila 12 zrakoplova za uporabu s nosača INS Vikramaditya.
MiG-29KU
Školski dvosjed MiGa-29K čija je izrada prekinuta raspadom SSSR-a.
MiG-29KUB
Novi, borbeno sposoban, dvosjed MiGa-29K namijenjen obuci.

### Usporedba
| Inačica                                     | MiG-29A (9-12)   | MiG-29M           | MiG-29M           | MiG-35             | MiG-35             | MiG-35  |         |         |         |
| Članovi posade:                             | 1                | 1                 | 1                 | 1 ili 2            | 1 ili 2            | 1 ili 2 | 1 ili 2 | 1 ili 2 | 1 ili 2 |
| Motori                                      | 2 x Klimov RD-33 | 2 x Klimov RD-33K | 2 x Klimov RD-33K | 2 x Klimov RD-33MK | 2 x Klimov RD-33MK |         |         |         |         |
| Maksimalni potisak (s naknadnim izgaranjem) | 81,4 kN          | -                 | -                 | 88,3 kN            | 88,3 kN            |         |         |         |         |
| Maksimalna brzina                           | 2400 km/h        | 2400 km/h         | 2400 km/h         | 2100 km/h          | 2100 km/h          |         |         |         |         |
| Projektirano vrijeme trajanja motora        | 1200 do 1400 h   | -                 | -                 | 4000 h             | 4000 h             |         |         |         |         |
| Dolet (samo unutrašnje gorivo)              | 1430 km          | 2000 km           | 2000 km           | 2000 km            | 2000 km            |         |         |         |         |
| Najviša visina leta                         | -                | 17.500 m          | 17.500 m          | -                  | -                  |         |         |         |         |
| Masa pri polijetanju (normalna)             | 15.600 kg        | 17.500 kg         | 17.500 kg         | 17.500 kg          | 17.500 kg          |         |         |         |         |
| Nosivost                                    | 2000 kg          | -                 | -                 | 4500 kg            | 4500 kg            |         |         |         |         |

## Operativna uporaba
MiG-29 prvi puta je predstavljen javnosti u Finskoj u srpnju 1986. U rujnu 1988. dva primjerka zrakoplova izložena su na aeromitingu u Velikoj Britaniji. Sljedeće 1989. godine tijekom prvog tjedna aeromitinga u Parizu MiG-29 sudjeluje u incidentu i ruši se. Pariška prezentacija bila je tek drugo javno pokazivanje sovjetskih lovaca od 1930. godine. Zapadni promatrači bili su impresionirani osobinama i mogućnostima zrakoplova.
Na MiGu-29 su u Zaljevskom ratu letjeli i irački piloti. Prema USAF-u, pet zrakoplova je srušeno. Za rušenje zrakoplova više je kriva slaba obuka pilota, loša protuzračna obrana i loše održavanje nego njegova sama kvaliteta. Osam pilota MiGa-29 prebjeglo je u Iran gdje i danas lete u Iranskim zračnim snagama.
Kubanski MiG-29 srušio je dva civilna zrakoplova Cessna 337 1996. kada su se spomenuti zrakoplovi približili kubanskom zračnom prostoru.
MiGovi u sirijskim zračnim snagama patroliraju iznad Sirije i Libanona. Sirijski piloti hvale mogućnosti zrakoplova i njegov sustav naoružanja.
Indijski MiGovi sudjelovali su u ratu u Kašmiru. Bili su zračna podrška za Mirage 2000-ove koji su ispuštali laserski navođene bombe na neprijateljske ciljeve. Indijske zračne snage modificirale su MiG-29 i uspješno testirale ispaljivanje rakete zrak-zrak s njegovih nosača. Indijski zrakoplovi su i prije kašmirskog rata bili opremljeni opremom za samozaštitu ("Chaff" -  listići metalne folije koji se izbacuju iz zrakoplova radi ometanja neprijateljskih radara koji te listiće prepoznaje kao objekt; "Flare" – mnoštvo svjetlećih raketa za zavaravanje navođenih raketa).

### SFRJ i SRJ
Bivša SFRJ kupila je krajem 1987. 14 MiGova-29 i 2 MiG-29UB. Jedina jedinica opremljena s njima bila je 127. eskadrila s Batajnice. Prvi zrakoplovi stigli su u SFRJ 24. rujna 1987. bez oznaka. Radilo se o dva dvosjeda kojima su uskoro dodane oznake te evidencijski brojevi 18301 i 18302. U jugoslavenskom zrakoplovstvu, jednosjedni MiG-29 označavani su kao L-18, a dvosjedi kao NL-18. Glavna skupina od 14 jednosjeda stizala je u dva navrata 22. i 28. prosinca iste godine. Zbog predviđanja da će se u budućnosti zrakoplovstvo svesti na manje od 100 operativnih lovaca, za razdoblje od 1995. do 2000. razmatrana je kupnja dodatnih MiGova-29. To se međutim zbog skorog raspada države nikada nije ostvarilo.
Izbijanjem sukoba u Hrvatskoj, MiGovi su napadali ciljeve na području Slavonije tijekom čega su tri i oštećena zbog djelovanja hrvatskih snaga. Svih 16 zrakoplova preživjelo je sukob te su nastavili letjeti u sastavu zrakoplovstva Savezne Republike Jugoslavije. Tijekom sankcija koje su uvedene prema SRJ zbog sudjelovanja u agresiji na Hrvatsku i BiH, zrakoplovi nisu redovno održavani te je 1999.-u dočekao samo mali broj potpuno ispravnih zrakoplova.
Novo ratno djelovanje imali su za vrijeme bombardiranja SRJ u sklopu operacije Saveznička Sila. Već prve noći 24. ožujka 1999., od pet MiGova-29 koliko ih je poletjelo, tri su oborena, jedan je oštećen i jedan je sletio s teškim kvarovima. Sljedeći dan oborena su i dva zrakoplova koja su zalutala u bosanskohercegovački zračni prostor. Nakon stanke od gotovo mjesec dana, jedan jugoslavenski MiG-29 poletio je 4. svibnja kako bi presreo NATO-ove zrakoplove na području Valjeva. Ponovljeni kvarovi na zrakoplovu rezultirali su u tome da je oboren uz pogiblju pilota. Do završetka bombardiranja, dodatna četiri zrakoplova uništena su na tlu dok je jedan izgubljen tijekom letnih testiranja.

### Njemačka
Prva zemlja Varšavskog pakta koja je opremljena s MiGom-29 bila je Istočna Njemačka.
Padom komunizma i ujedinjenjem dviju Njemački, prelaze u sastav Luftwaffea. Uslijedile su brojne simulacije zračnih borbi protiv zapadnih zrakoplova tipa F-15, Tornado GR.1. Nakon redizajna na NATO-ove standarde od strane Daimler Chrysler Aerospacea zrakoplovi dobivaju oznaku MiG-29G i MiG-29GT.
Nakon prizemljenja MiG-21 i MiG-23 u 2003. godini poljske zračne snage ostale su na samo 22 zrakoplova MiG-29 za presretanje u zračnom prostoru. Broj se povećao preuzimanjem 23 zrakoplova od Luftwaffea. Od 45 zrakoplova (od kojih je osam za trening) Poljska je najveći korisnik MiG-ova-29 u NATO-u.
1997. Amerika je kupila 21 MiG-29 od Moldavije radi ispitivanja i testiranja. 14 zrakoplova je serije "S" koja je opremljena s aktivnim radarom za ometanje i mogućnosti nošenja nuklearnog naoružanja. Jedan od motiva kupnje tih zrakoplova je bilo sprječavanje njihove prodaje "nepoželjnim državama" kao npr. Iranu.

## Tehničke karakteristike
Osnovne karakteristike
- posada: 1
- dužina: 17,37 m
- raspon krila: 11,4 m
- površina krila: 38 m2
- visina: 4,73 m

Letne karakteristike
- najveća brzina: 2.400 km/h
- dolet: 2.100 km
  - borbeni dolet: 700 km
- brzina penjanja: početna 330 m/s, prosječna 109 m/s
- najveća visina leta: 18.013 m
- specifično opterećenje krila: 442 kg/m2
- motor: 2× mlazni motor s naknadnim sagorijevanjem Klimov RD-33